# Ustrój polityczny Algierii
Ustrój polityczny Algierii – zgodnie z konstytucją z 1976 roku, Algieria jest republiką parlamentarno-gabinetową. Na czele państwa stoi prezydent, wybierany w głosowaniu powszechnym, na 5-letnią kadencję. Zmieniona w 2008 konstytucja zniosła ograniczenie dwóch kadencji, na jakie maksymalnie mógł być wybierany prezydent. 
Władza ustawodawcza należy do dwuizbowego parlamentu, który tworzą Izba Niższa – Ludowe Zgromadzenie Narodowe, złożone z 380 deputowanych oraz Izba Wyższa – Rada Narodu, licząca 144 członków. 96 członków wybiera Zgromadzenie Regionalne, a 48 mianuje prezydent. Kadencja Rady Narodu trawa 6 lat, ale konstytucja wymaga, aby połowa składu była wymieniana co 3 lata. 
Władzę wykonawczą sprawuje rząd, na czele z premierem, mianowanym przez prezydenta.